# Ron Hughes (thủ môn)
Ron Hughes là một cầu thủ bóng đá thi đấu ở vị trí thủ môn cho Workington ở Football League trong mùa giải 1975-76.